# 金文賢
金 文賢（キム・ムンヒョン, 朝鮮語: 김문현、2002年5月17日 - ）は、韓国のプロサッカー選手。J1リーグ・アビスパ福岡所属。ポジションはディフェンダー。

## 経歴
小学5年生でサッカーを始め、FC安養U-18所属時トップチーム昇格が叶わなかったのを契機に東欧へ渡る。セルビア・プルヴァ・リーガ（セルビア2部）に在籍していたFKヤヴォル・イヴァニツァで1年間プレーした。ここでもトップチームの試合に絡むことが出来ず、プロサッカー選手を諦め兵役のため帰国する。
1年半の兵役中にボディビルを専門とする先輩兵士と出会い、訓練や筋力トレーニングに取り組んだことで筋力・走力が大きく向上、再びサッカー選手を志す。
渡欧前にセカンドチームに在籍していた韓国のセミプロチーム・TNT FCでのプレーを経て、2025年1月に九州サッカーリーグ・FC延岡AGATAに練習生として加入。1月22日にJ1・横浜FCとの練習試合で起用されると横浜FCの外国人選手を封じる好守を見せ、更に同25日のアビスパ福岡と横浜FCの練習試合にて福岡側でプレーし再び活躍。1月30日、福岡と選手契約を結びチームに加入した。